# Josef Weidenholzer
Josef Weidenholzer (Sankt Florian am Inn, 6 maart 1950) is een Oostenrijkse politicus, die van 2011 tot 2019 in het Europees Parlement zzt.
- Bibliothèque nationale de France: cb12670544x (data)
- Gemeinsame Normdatei: 13915471X
- International Standard Name Identifier: 0000 0000 8173 8437
- Library of Congress Control Number: n82082082
- Nationale Bibliotheek van Tsjechië: skuk0001472
- Nationale Bibliotheek van Israël: 987007279281405171
- Nationale Bibliotheek van Polen: a0000002478916
- Nederlandse Thesaurus van Auteursnamen: 068028253
- Système universitaire de documentation: 110610407
- Trove: 1248598
- Virtual International Authority File: 108862994
- WorldCat: E39PBJgXfmKVVBqVbmH6WjF7pP